# Ancistrocerus antoni
Ancistrocerus antoni är en stekelart som först beskrevs av Cameron 1900.  Ancistrocerus antoni ingår i släktet murargetingar, och familjen Eumenidae. Inga underarter finns listade i Catalogue of Life.